# Francis George
Francis Eugene George OMI (Chicago, 1937. január 16. – Chicago, 2015. április 17.)  római katolikus pap, a Chicagói főegyházmegye bíboros-érseke volt 1997-től 2014-ig. 1990-től 1996-ig a Washington állambeli Yakimai egyházmegye püspökeként, 1996-tól 1997-ig az Oregon állambeli Portlandi főegyházmegye érsekeként szolgált.

## Gyermek- és ifjúkora
Francis George 1937. január 16-án született Chicagóban Francis Jacob George és Julia McCarthy második gyermekeként. Gyermekkorát a nagyváros Portage Park nevű kerületében töltötte, szüleivel a közeli Szent Paszkál-plébánia közösségéhez tartoztak. A család aktív résztvevője volt a plébánia életének, a fiatal Francis ministrált, valamint a templomi kórusban énekelt. Nyolcéves korában döntötte el, hogy pap szeretne lenni, hivatása eléréséhez azonban nem vezetett könnyű út: tizenhárom évesen áldozatul esett a járványos gyermekbénulásnak. Több hónapot töltött kórházban, felépülése azonban nem volt teljes: jobb lábán élete végéig járógépet viselt.
Az általános iskola befejezése után Francis megkezdte felkészülését a papságra. Felvették a Chicagói főegyházmegye előkészítő szemináriumába, azonban mozgáskorlátozottsága miatt néhány hónap után elbocsátották a középiskolából. Ezt követően egy missziókkal foglalkozó szerzetesrend, a Szeplőtelen Szűz Missziós Oblátusai karolták fel a tehetséges fiatalembert; Francis az ő előkészítő szemináriumukban folytathatta tanulmányait az Illinois állambeli Belleville-ben. 1957-ben csatlakozott a szerzetesi közösséghez: noviciátusát Godfreyben töltötte, majd a Mississippi állambeli Pass Christian szemináriumában készült a papságra. Elöljárói nemsokára Kanadába küldték, az Ottawai Egyetemen tanult teológiát. Ünnepélyes fogadalmát 1961. szeptember 8-án tette le.

## Pályafutása

### Papi pályafutása
Francis George-ot 1963. december 21-én szentelte pappá a chicagói Szent Paszkál-templomban Raymond Hillinger chicagói segédpüspök. Mivel mozgáskorlátozottsága miatt lelkipásztori munkát nehezen tudott végezni, a fiatal pap a tanítás felé fordult. 1964-ben befejezte teológiai tanulmányait Ottawában, 1965-ben pedig filozófiából szerzett mesterfokozatot a washingtoni Amerikai Katolikus Egyetemen. Ezt követően filozófiát tanított a pass christiani papi szemináriumban (1964–69), a new orleansi Tulane Egyetemen (1968), majd az omahai Creighton Egyetemen (1969-1973). Tanári tevékenysége mellett 1970-ben doktori fokozatot is szerzett tudományágából a Tulane Egyetemen. Ezután visszatért Ottawába, hogy 1971-ben a mesterfokozatot is megszerezze teológiából. 
1973-tól rendje, a Szeplőtelen Szűz Missziós Oblátusainak vezetésében látott el feladatokat. 1973-tól a rend északnyugati provinciájának tartományfőnöke volt, 1974-től pedig Rómában szolgált rendje legfőbb elöljárójának helyetteseként. 1987-ben tért vissza az Egyesült Államokba, ahol folytatta tanári munkásságát. 1988-ban teológiából is megszerezte doktori címét a római Pápai Urbaniana Egyetemen. 

### Püspöki pályafutása
1990-ben II. János Pál pápa a Washington állambeli Yakima püspökévé nevezte ki Francis George-ot. Püspökké szentelésére 1990. szeptember 21-én került sor a yakimai Szent Család-templomban. A főpásztor öt és fél évig szolgált az északnyugati egyházmegyében, 1996-ban az Oregon állambeli Portland érseke lett. Új szolgálati helyén mindössze tizenegy hónapot töltött, mivel II. János Pál pápa őt nevezte ki az 1996 őszén elhunyt Joseph Bernardin bíboros helyére a chicagói érseki székre.

## Chicago érsekeként
Érseki beiktatására 1997. május 7-én került sor a chicagói Jézus Szent Neve-székesegyházban. Ő lett a főegyházmegye nyolcadik érseke, közülük az első, aki Chicagóban született. 1998-ban II. János Pál pápa bíborosi rangra emelte, címtemploma a római San Bartolomeo All'Isola lett. Hivatalát 2014. november 14-ig viselte.

## Betegsége és halála
Francis George bíboros egész életét végigkísérte gyenge egészségi állapota. Amellett, hogy jobb lábán járógépet volt kénytelen viselni, a járványos gyermekbénulás túlélőinél jelentkező post-polio szindróma is nehezítette szolgálatát. 2006-ban hólyagrákot diagnosztizáltak nála, amit még ebben az évben sikerrel megoperáltak. Daganatos betegsége 2012-ben újult ki, ekkor máján és veséjén találtak tumorokat. Bár a kezelés ekkor is sikeresnek bizonyult, a daganat 2014-ben harmadszorra is kiújult. Állapota ellenére a bíboros arra vállalkozott, hogy részt vesz a Chicagói Egyetem egy gyógyszerkísérletében, ezzel is segítve a rákkutatást. A kísérleti kezelés azonban eredménytelennek bizonyult, a főpásztor 2015. január 30-án jelentette be, hogy ezentúl palliatív kezelésben fog részesülni. Francis George bíboros 2015. április 17-én hunyt el Chicagóban.